# Herzogtum Arenberg
Das Herzogtum Arenberg war ein Territorium im Heiligen Römischen Reich. Hervorgegangen ist es aus der Herrschaft Arenberg (später Grafschaft Arenberg). Das Territorium bestand seit dem Mittelalter bis 1794/1801. Es ist zu unterscheiden vom Herzogtum Arenberg-Meppen der Folgezeit.

## Entstehung
Benannt ist das Gebiet nach dem Aremberg am Fluss Ahr. Auf dem Berg befand sich eine Burg, deren Besitzer sich von Arenberg oder Aremberg nannten. Der Ort heißt heute Aremberg. Das Adelsgeschlecht nennt sich dagegen Arenberg.
Heinrich von Arenberg war 1166 Vizeburggraf und später Burggraf im Erzstift Köln. Diese Positionen vererbten sich auch auf die folgenden Generationen. Johann von Arenberg hat den Burggrafentitel 1279 an Erzbischof Siegfried von Westerburg verkauft. Er musste auch die Lehnshoheit der Erzbischöfe anerkennen. Am Ende des Jahrhunderts gelang es diese Ansprüche abzuweisen. Um das Jahr 1300 versuchten die Erzbischöfe von Trier und im 16. Jahrhundert die Herzöge von Jülich vergeblich Rechte an dem Gebiet geltend zu machen. Spätestens am Ende des Jahrhunderts war das Gebiet als Allod des Hauses Arenberg unumstritten.
Die ursprüngliche Familie war um 1280 ausgestorben. Der Name und die Herrschaft gingen auf eine Linie des Grafen von der Mark über.
Seit dem 14. und 15. Jahrhundert verlagerte sich der Schwerpunkt der Besitzungen der Familie an die Maas und in die Gegend von Brüssel. Die Stammlande verloren dagegen an Bedeutung. Die Spaltung der Familie in verschiedene Linien hatte indes keine Bedeutung für das Stammland.

## Struktur und Verwaltung
Das Gebiet wurde um 1300 als „heyrschaf van Arnberch“ und 1417 als „das lande van Arnberg“ bezeichnet. Das Arenberger Land veränderte sich territorial vom Beginn bis ins 18. Jahrhundert kaum. Es grenzte an Kurköln, das Herzogtum Jülich, Kurtrier und die Grafschaft Blankenheim. Grenzfluss im Osten und Süden war der Fluss Ahr. Weniger klar war die Grenze im Norden und Westen. Daher kam es dort auch zeitweise zu Konflikten.
In unmittelbarer Umgebung der Burg lag das gefreite Burgdorf Aremberg. Größer war Lommersdorf. Dort bestand ein Hauptgericht für die Herrschaft besetzt mit 21 Schöffen. Daneben bestanden untergeordnete Gerichte in Aremberg, Dorsel, Antweiler und Mülheim. Die Einteilung in Gerichte war die einzige Verwaltungsgliederung des kleinen Landes. Neben dem gefreiten Tal Arenberg gab es 14 Orte oder Weiler. Außerhalb davon gab es weitere Mühlen und Höfe. Das Territorium war 1782 8.800 ha groß und hatte 2300 Einwohner. Zur Zeit des Reichsdeputationshauptschlusses wurden 11 Dörfer mit 508 Häusern und 2918 Einwohnern gezählt.
Das Land wurde bis in das 17. Jahrhundert von einem Amtmann verwaltet. Danach trat ein Statthalter mit dem Sitz auf der Arenburg an diese Stelle.
Die Landwirtschaft in der Hocheifel war wenig ergiebig. Von großer Bedeutung für das Gebiet waren daher die Eisenerzgruben bei Lommersdorf, Freilingen und Antweiler. Diese lieferten die Rohstoffe für die Hütten in Ahrhütte und Antweiler. Aus Bergbau und Eisenproduktion stammte der größte Teil der Einkünfte des Landes.

## Geschichte in der Frühen Neuzeit

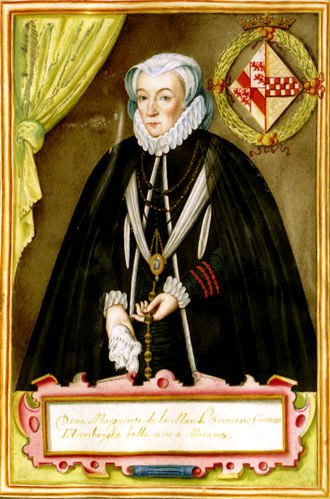
Margaretha von der Marck-Arenberg

Im Jahr 1509 wurde die Herrschaft zu einer Grafschaft erhoben. Diese wurde 1576 gefürstet. Als Demonstration ihrer landesherrlichen Stellung ließ Margaretha von der Mark-Arenberg erstmals Münzen prägen. Nach dem Aussterben des Hauses Mark-Arenberg fiel Name und Besitz durch Heirat mit Margaretha von der Marck-Arenberg an Johann von Ligne aus dem freiherrlichen Haus Ligne. Im Jahr 1644 wurde das Gebiet zum Herzogtum erhoben. Die Titel bezogen sich dabei stets auf das Stammland, nicht auf die Besitzungen in den spanischen beziehungsweise österreichischen Niederlanden. Besitzer des Landes blieb bis zum Ende des Alten Reiches das Haus Arenberg. Lediglich zwischen 1450 und 1552 war es an das Haus Gymnich verpfändet. Das Gebiet blieb auch nach der Reformation katholisch.

## Ende
Im Jahr 1794 wurde das Land von der französischen Revolutionsarmee besetzt. Der östliche Teil des Landes wurde dem Rhein-Moseldepartement, der westliche Teil dem Roerdepartement zugeschlagen. Durch den Frieden von Lunéville am 9. Februar 1801 verlor das Haus Arenberg sein linksrheinisches, südwestlich von Bonn in der Eifel gelegenes und bis dahin dem kurrheinischen Reichskreis angehöriges Herzogtum vollständig an Frankreich. Nach den Verlustaufstellungen umfasste es damals ein Gebiet von 4 Quadratmeilen, mit dem Flecken Aremberg, 11 Dörfern, 508 Häusern und 2918 Einwohnern. Dazu gehörten als ältere Besitzungen die Dörfer Ahrhütte, Antweiler, Dorsel, Eichenbach, Freilingen (Nieder- und Oberfreilingen), Frohnhofen, Lommersdorf, Mülheim, Ohlenhard, Reetz und Wershofen, außerdem als spätere Erwerbungen die Grafschaft Schleiden samt der Herrschaft Müringen, die Herrschaften Fleringen, Kasselburg, Saffenberg, die Freiherrschaft Kommern mit einem Anteil an der Herrschaft Mechernich, die Vogtei Gillenfeld und die Turmgüter zu Ahrweiler.
Als Entschädigung erhielt der Herzog im Zuge des Reichsdeputationshauptschlusses das bisherige Vest Recklinghausen und das Amt Meppen als Herzogtum Arenberg-Meppen.